# Шутервалд
Шутервалд (њем. Schutterwald) општина је у њемачкој савезној држави Баден-Виртемберг. Једно је од 51 општинског средишта округа Ортенау. Према процјени из 2010. у општини је живјело 7.163 становника. Посједује регионалну шифру (AGS) 8317122.

## Географски и демографски подаци
Шутервалд се налази у савезној држави Баден-Виртемберг у округу Ортенау. Општина се налази на надморској висини од 151 метра. Површина општине износи 21,0 km². У самом мјесту је, према процјени из 2010. године, живјело 7.163 становника. Просјечна густина становништва износи 340 становника/km².

## Међународна сарадња
| Мјесто | Држава    | Врста сарадње | Од    |
| ------ | --------- | ------------- | ----- |
|        | Француска | партнерство   | 1988. |
| Извор  |           |               |       |